# Blennius ocellaris
Blennie ocellée, Blennie papillon
Espèce
Statut de conservation UICN

 LC  : Préoccupation mineure
Blennius ocellaris, la Blennie ocellée ou Blennie papillon, est une espèce de poissons marins de la sous-famille des Blenniinae (famille des Blenniidae).

## Description
Blennius ocellaris peut mesurer jusqu'à 20 cm de longueur totale. Cette blennie est aisément identifiable : la partie antérieure de la nageoire dorsale est surélevée et est marquée d'un ocelle noir cerclé de clair. C'est une espèce essentiellement nocturne qui se nourrit de petits invertébrés. Les œufs sont pondus sous des coquilles de moules ou des pierres et sont gardés par le mâle. Les larves sont planctoniques et se trouvent souvent dans les eaux côtières peu profondes. La ponte a lieu entre avril (dans les environs de Marseille) et juillet (sur les côtes anglaises).

## Répartition

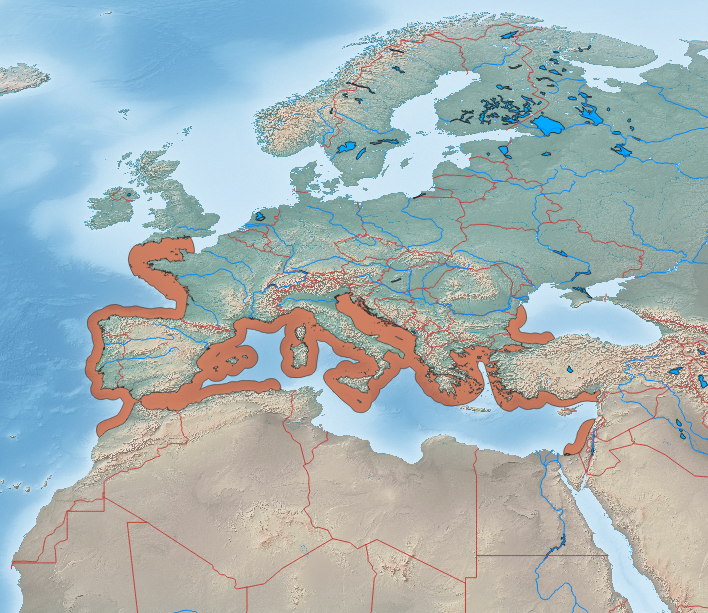
Aire de répartition de Blennius ocellaris selon l'UICN (2025).

Ce poisson se rencontre dans l'Atlantique est, en mer du Nord et en Méditerranée. La Blennie ocellée est présente entre 10 et 400 m de profondeur.

## Systématique
Le nom valide complet (avec auteur) de ce taxon est Blennius ocellaris Linnaeus, 1758.
Ce taxon porte en français les noms vernaculaires ou normalisés suivants : Blennie Ocellée, Blennie Papillon,.
Blennius ocellaris a pour synonyme :
- Blennius occelaris Linnaeus, 1758

### Étymologie
Son épithète spécifique, dérivé du latin ocellus, « petit œil », fait référence à la large ocelle présente sur sa nageoire dorsale.

### Publication originale
- (la) Linnaeus, 1758, Systema naturae per regna tria naturae, secundum classes, ordines, genera, species, cum characteribus, differentiis, synonymis, locis, ed. 10 (lire en ligne).